# O Surto (álbum)
O Surto é o título do primeiro álbum da banda de rock O Surto com lançamento independente em 1997.
O sucesso do disco fez com que a banda se apresentasse no Skol Rock Festival de 1998, sendo ovacionado como a melhor apresentação do festival. A boa apresentação despertou o interesse da gravadora Virgin, que convidou o quarteto para fazer parte de seu casting. 

## Faixas
| N.º | Título                | Duração |  |
| 1.  | "Apresentação"        | 4:54    |  |
| 2.  | "Tu Vai Ser Alguém"   | 5:31    |  |
| 3.  | "Se Você Estudar"     | 2:17    |  |
| 4.  | "Miséria"             | 2:27    |  |
| 5.  | "Conflito"            | 4:31    |  |
| 6.  | "Polícia Mata Menino" | 4:45    |  |
| 7.  | "Boia Fria"           | 2:52    |  |
| 8.  | "Medo"                | 4:05    |  |
| 9.  | "Sistema Nacional"    | 3:58    |  |
| 10. | "Almas Podres"        | 3:43    |  |
| 11. | "Anatomia"            | 2:56    |  |
| 12. | "Futuro Devasto"      | 3:52    |  |
| 13. | "Vida Morta"          | 4:08    |  |
| 14. | "Jangurussu"          | 4:25    |  |
| 15. | "Gente Que Fode"      | 3:36    |  |

## Formação
- Reges Bolo — vocal, violão, guitarra
- Franklin Roosevelt — baixo
- Jucian Carlos — bateria
- Zé Wilclei — guitarra